# Niewspółmierność interteoretyczna
Niewspółmierność interteoretyczna (niewspółmierność teoretyczna – ang. intertheoretical/theoretical incommensurability) – relacja jaka zachodzi między dwiema bardzo ogólnymi (nieinstancjalnymi) teoriami naukowymi (np. mechaniką Newtona i mechaniką Einsteina). Najogólniej rzecz biorąc polega ona na tym, że niektóre, rywalizujące ze sobą lub po sobie następujące teorie naukowe są ze sobą niezgodne, bo np. dotyczą częściowo tylko tego samego zakresu zjawisk, lub posługują się odmiennymi metodami badawczymi, czy innymi standardami oceny tego, co jest w danym momencie uznawane za naukę, albo mówią o różnych przedmiotach za pomocą tych samych słów (np. w astronomiach Ptolemeusza i Kopernika ta sama nazwa „planeta” – gr. „wędrowiec” – odnosiła się do różnych przedmiotów. U Ptolemeusza były nią: Słońce, Księżyc, Wenus, Mars, Jowisz, Saturn, zaś u Kopernika Słońce stało się gwiazdą, Księżyc satelitą, a Ziemia planetą.) Pojęcie to stosowane jest również w odniesieniu do teorii filozoficznych.
Termin ten trudny jest do równościowego zdefiniowania. Aby oddać jego znaczenia należy wprowadzić kilka dodatkowych informacji:
- Termin „niewspółmierność” zapożyczony jest z matematyki. Mówi się tam, że przekątna kwadratu jest niewspółmierna z bokiem tego kwadratu albo, że niewspółmierna jest długość okręgu z jego promieniem (co znaczy, że nie istnieje taka jednostka długości, przy pomocy której można by zmierzyć obie te długości bezpośrednio i dokładnie). Żadna jednostka długości nie mieści się w nich bez reszty, całkowitą ilość razy – a zatem nie mają one wspólnej miary. Nie należy jednak rozumieć tego tak, że są one nieporównywalne – można je bowiem mierzyć i porównywać z każdą zadaną dokładnością.
- Termin „niewspółmierność” używany jest metaforycznie w odniesieniu do teorii naukowych.
- Badania nad problemem niewspółmierności rozpoczynają się w Polsce.
- Jako pierwszy terminu „niewspółmierność” w odniesieniu do teorii naukowych użył Ludwik Fleck.
- Tezę o niewspółmierności (nie używając jednak tego określenia) głoszą w latach '30 XX w. Kazimierz Ajdukiewicz i Benjamin Lee Whorf.
- Współcześnie w Polsce badania nad interteoretyczną niewspółmiernością prowadzone są głównie przez Kazimierza Jodkowskiego[1].
- Termin „teoretyczna niewspółmierność” zyskuje popularność głównie dzięki pismom Paula Karla Feyerabenda, Thomasa Samuela Kuhna i Stephena Toulmina, a każdy z nich pojmuje go nieco odmiennie.

Przedstawione niżej informacje unaoczniają złożoność problematyki teoretycznej niewspółmierności.

## Niewspółmierność – informacje ogólne
Problem teoretycznej niewspółmierności znajduje szczególne rozwinięcie w literaturze anglojęzycznej w pismach Kuhna i Feyerabenda. Są to stanowiska najbardziej znane i najbardziej dyskutowane.

### Obiegowa interpretacja tezy o niewspółmierności
W odniesieniu do pism Kuhna i Feyerabenda istnieje tzw. obiegowa interpretacja tezy o niewspółmierności. (Por. Jodkowski, Teza o niewspółmierności..., s.6). W jej ramach mówi się, że obydwaj filozofowie głosili, iż w trakcie teoretycznej zmiany mamy do czynienia z taką zmianą języka, że uniemożliwia ona rzetelne porozumiewanie się uczonych. Brak wspólnego języka pociąga za sobą niemożliwość wykazania wad i zalet analizowanych teorii. W tym przypadku teza o niewspółmierności miałaby oznaczać całkowitą nieporównywalność lub nieprzetłumaczalność języków alternatywnych teorii.
W odniesieniu do koncepcji Kuhna obiegową interpretację charakteryzują dwa twierdzenia: (a) Kuhn mówiąc o niewspółmierności miał na myśli niewspółmierność językową, (b) konsekwencją językowej niewspółmierności jest nieciągłość rozwoju nauki o charakterze skrajnym i absolutnym. Zwycięstwo jednej teorii nad drugą podczas rewolucji naukowej nie są konsekwencją racjonalnych argumentów, ponieważ alternatywne języki alternatywnych teorii uniemożliwiają racjonalną argumentację. Zwycięstwo teorii jest konsekwencją tzw. przyczyn naturalnych, czyli śmierci oponentów oraz irracjonalnej propagandy zachęcającej uczonych do dokonania skoku wiary od jednej teorii do drugiej.
Nie można zatem mówić o pojęciu postępu dokonującym się drogą rewolucji, ponieważ nie do przyjęcia jest jakakolwiek korespondencja pomiędzy starą a nową teorią, gdyż w trakcie rewolucji przerywana jest ciągłość rozwoju nauki, spowodowana brakiem ponadparadygmatycznych kryteriów (brakiem wspólnego języka). (Por. Jodkowski, Wspólnoty uczonych..., s.314-315)

### Pięć płaszczyzn niewspółmierności w pismach Kuhna i Feyerabenda
W pismach Kuhna i Feyerabenda Jodkowski wyróżnia pięć płaszczyzn, na których pojawia się problem niewspółmierności: (1) zmienność ilościowa konsekwencji empirycznych, (2) zmienność obserwacyjna, (3) zmienność językowa, (4) zmienność metodologiczna (problemów naukowych i kryteriów ocen), (5) zmienność ontologiczna.
(1) O zmienności ilościowej konsekwencji empirycznych mówi jedynie Feyerabend stwierdzając, że niewspółmierne teorie różnią się w kwestii wartości liczbowych empirycznych konsekwencji jakie z nich wynikają. Twierdzenie to obowiązuje dla każdej pary kolejno po sobie następujących alternatywnych teorii. Podstawą jego prawomocności, na której opiera się Feyerabend jest różnica w wyjaśnieniu przez Galileusza i Newtona swobodnego spadku ciał. Zmienność przyspieszenia swobodnie spadających ciał, o której mówi Newton pozostaje w sprzeczności z rozstrzygnięciami Galileusza, w ramach których przyspieszenie jest stałe. Zmiana przyspieszenia na krótkich odcinkach jest niewykrywalna nawet przy pomocy bardzo czułych instrumentów – rozbieżności pomiędzy tymi alternatywnymi teoriami mieszczą się zatem w granicach błędów pomiaru. Jednakże na dostatecznie długich odcinkach spadku (których ani Galileusz ani Newton nie byli w stanie poddać analizie) wyniki osiągane przy pomocy owych teorii będą już rozbieżne (o czym wiemy, ponieważ nasze techniki pomiarowe są dokładniejsze).
(2) Idea zmienności obserwacyjnej zakłada, że uczeni będący zwolennikami odmiennych teorii odmiennie będą postrzegali świat – przy radykalnie odmiennych obserwacjach mamy do czynienia z niewspółmiernymi teoriami. Przy zmianie przekonań może wystąpić nawet radykalna zmiana obserwacyjna analogiczna do zmiany widzenia postaci w gestaltyzmie.(Por. Jodkowski, Wspólnoty…, s. 330–331) Zarówno Kuhn, jak i Feyerabend silnie podkreślają teoretyczny charakter obserwacji. Stwierdzają wręcz, że uczeni akceptujący alternatywne teorie, żyją w alternatywnych światach obserwacyjnych. Feyerabend utrzymuje, że przyjęcie określonych teorii naukowych powoduje określony sposób widzenia świata, co z kolei pociąga za sobą wpływ na nasze ogólne przekonania i oczekiwania. Konsekwencją uteoretyzowania wyników doświadczenia jest ich niemożliwość weryfikacji niezależnie od teorii, co podważa wszystkie tradycyjne ujęcia tego problemu, w ramach których alternatywne teorie mają być osądzane za pomocą twierdzeń formułowanych w języku obserwacyjnym.
W ramach koncepcji Feyerabenda teorie alternatywne mogą nie podzielać żadnego jednostkowego zdania obserwacyjnego. Każda teoria posiadać ma swoje własne doświadczenia, które nie krzyżują się zakresowo. Swój radykalizm w tej kwestii tłumaczy występowaniem tzw. nastawień mentalnych, czyli faktu, że nasza aparatura postrzeżeniowa wytwarzać może obrazy, które trudno jest porównywać przy bezpośrednim postrzeganiu obrazu. Porównanie takie zachodzić może dopiero w pamięci.
Dla Kuhna również obserwacja naukowa nie jest jedynie zdobywaniem danych, które później poddaje się teoretycznej obróbce. Nie istnieją żadne jednoznaczne dane, neutralne doświadczenia, które można różnorodnie interpretować na gruncie teorii. Zmiana leży już na poziomie danych, a nie dopiero na poziomie ich interpretacji. Żadne zdanie empiryczne nie jest nieobalalne, a zatem jego prawdziwość uzależniona jest od innych zdań funkcjonujących w ramach danej teorii, innymi słowy mówiąc, wszystkie empiryczne pojęcia mają charakter teoretyczny. Świat uczonego jest dla Kuhna wypadkową dwóch światów: obiektywnie istniejącego (nazywanego przez niego „otoczeniem”) oraz świata nauki. Paradygmat jest dla niego zasadą organizującą doświadczenie do tego stopnia, że wraz ze zmianą paradygmatu zmianie ulega świat uczonego.
(3) Problem zmienności językowej, czyli zagadnienie zmiany znaczeń terminów naukowych występujący przy przechodzeniu od jednej teorii do drugiej jest najczęściej dyskutowaną kwestią kuhnowskiej i feyerabendowskiej tezy o interteoretycznej niewspółmierności. Istotę problemu Kuhn przedstawił następująco:
... przy przechodzeniu od jednej teorii do następnej słowa w subtelny sposób zmieniają swoje znaczenie bądź warunki stosowalności. Chociaż większości tych samych znaków używa się przed i po rewolucji – np. siła, masa, pierwiastek, związek, komórka – to zmieniły się nieco sposoby wiązania niektórych z nich z przyrodą. Mówimy więc, że sukcesywne teorie są niewspółmierne. (Kuhn, Reflections…, s 266-267)
Celem ewentualnego porównania takich dwóch sukcesywnych teorii można by wprowadzić jakiś neutralny język, na który ich twierdzenia byłyby przekładalne bez zniekształcania ich treści lub przy założeniu, że twierdzenia dawnej teorii byłyby całkowicie przekładalne na język nowej teorii.
Tak zdaniem Kuhna, jak i Feyerabenda, żadna z obydwu procedur nie jest możliwa do przeprowadzenia, ponieważ zakładać by musiała jakąś postać dwujęzykowego modelu nauki, w ramach którego podział pozalogicznych terminów naukowych na obserwacyjne i teoretyczne mógłby być przeprowadzony zgodnie z jakimś niearbitralnym kryterium. Obydwaj filozofowie posługują się tu przykładem przejścia od teorii Newtona do teorii Einsteina.
W oparciu o kontekstualną teorię znaczenia, argumentuje Feyerabend, że odzwierciedlona w różnicy fundamentalnych zasad oraz w znaczeniach zdań obserwacyjnych, różnica pomiędzy alternatywnymi teoriami może być tak duża, iż twierdzenia jednej teorii nie dają się wyrazić przy pomocy terminologii stosowanej przez drugą teorię. Nie oznacza to wcale, że obowiązuje to dla każdej pary alternatywnych teorii. Niewspółmierność dotyczy jedynie teorii o dużym stopniu uniwersalności (nie są nimi, w jego opinii astronomie Ptolemeusza i Kopernika). Zmiany znaczeń powstają wtedy, gdy podstawowe reguły teorii ulegają zmianom, co ma miejsce w dwóch przypadkach: (a) gdy wszystkie pojęcia poprzedniej teorii mają w świetle nowej teorii zerową ekstensję, oraz (b) gdy reguły nowej teorii w nowy sposób ujmują klasy przedmiotów lub zdarzeń).
(4) Zmienność metodologiczna (problemów naukowych i kryteriów ocen) powstała w wyniku zmiany paradygmatu pociąga za sobą znaczną trudność w komunikacji międzyparadygmatycznej. To, co dla zwolenników jednego paradygmatu zasługuje na szczególną uwagę, dla ich oponentów może być obojętne lub pozbawione wartości.
Zmienność problemów naukowych powoduje trudności przy wyborze pomiędzy alternatywnymi teoriami. Brak owej zmienności znacznie upraszczałby problem – o wyborze paradygmatu decydowałyby takie kryteria jak proponował Popper, czyli np. który rozwiązuje więcej problemów, dokładniej rozwiązuje problem, jest lepiej potwierdzony, w wyższym stopniu falsyfikowalny, sprawdzalny itd. Jednakże nowy paradygmat w znacznej mierze rozwiązuje inne problemy, unieważniając naukowy status pewnej ilości problemów poprzedniego paradygmatu, co pociąga za sobą potrzebę wartościowania obu zbiorów problemów odpowiadających obu paradygmatom. Spory naukowe przypominają raczej uprawianie propagandy, niż poszukiwanie prawdy. Zdaniem Kuhna o wyniku dyskusji naukowej przesądza raczej uznanie autorytetu jednej ze stron, a nie jej racjonalnych argumentów. Kuhn w tej perspektywie ocenia autorytet pozytywnie, Feyerabend zaś negatywnie.
(5) Przy zmianie teorii uniwersalnej w opinii Feyerabenda musi nastąpić zmiana ontologii, ponieważ teoria naukowa zawiera w sobie ontologię orzekającą o istnieniu określonych przedmiotów. Zmiana teorii uniwersalnej powoduje całkowitą zmianę ontologii. Wyraża to następująco:
To co się dzieje, jest raczej całkowitym zastąpieniem ontologii (i być może nawet formalizmu) teorii T’ przez ontologię (i formalizm) teorii T, a także odpowiednio do tego – zmianą znaczeń elementów deskryptywnych formalizmu T’ (o ile elementy te i formalizm są nadal używane). ... W skrócie, wprowadzenie nowej teorii jest zmianą poglądu zarówno na obserwowalne, jak i na nieobserwowalne własności świata, oraz odpowiednio do tego – zmianą znaczeń nawet najbardziej „podstawowych” terminów używanego języka (Feyerabend, Wyjaśnianie…, s. 62–63).
Wynika z powyższego cytatu, że alternatywne teorie mają alternatywne ontologie, tak dalece od siebie odmienne, że przy zmianie teorii wcześniejszy świat teorii znika. Okazuje się, że przedmioty, o których traktowała teoria dawniejsza po prostu nie istnieją.
Zmienność ontologiczna występująca w filozofii Kuhna, jest dwupłaszczyznowa (Por. Jodkowski, Wspólnoty..., s. 372–373). Po pierwsze, polega ona na tym, że nowa teoria dokonuje odmiennej strukturalizacji tego samego świata, co teoria poprzednia. W tym przypadku alternatywne teorie dzielą tą samą podstawową ontologię, co pociąga za sobą możliwość utworzenia w języku nowej teorii wyrażeń będących przekładami wyrażeń teorii poprzedniej. Po drugie, ze zmiennością ontologiczną mamy do czynienia gdy nowa teoria albo zaprzecza możliwości istnienia przedmiotów przyjmowanych przez teorię poprzednią (np. eterowi) albo gdy nowa teoria postuluje istnienie takich nowych rodzajów przedmiotów, które nie mogą istnieć w ramach ontologii teorii poprzedniej.

## Niewspółmierność w ujęciu Feyerabenda
Feyerabend nigdzie równościowo nie definiuje niewspółmierności. W Przeciw metodzie (s. 205) proponuje następującą definicję cząstkową:
... powiemy, że jakieś odkrycie, twierdzenie lub stanowisko jest niewspółmierne z danym kosmosem (teorią, schematem pojęciowym), jeżeli zawiesza niektóre z jego uniwersalnych zasad.
Sam zwraca uwagę na niepełność i prowizoryczność tej definicji. Argumentuje to tak:
Ponieważ niewspółmierność zależna jest od ukrytych klasyfikacji w sensie Whorfa i wiąże się z zasadniczymi zmianami struktury pojęciowej, trudno podać jej wyraźną definicję ... czytelnik musi dojść do zrozumienia poprzez konfrontację z mnogością przykładów i to on sam musi wydać ostateczny osąd. ... Nieobecność logiki [ma tu na myśli brak logicznej terminologii] wynika z faktu, że zajmujemy się zjawiskami spoza tej dziedziny. Celem moim jest znalezienie odpowiedniej terminologii do opisania pewnych złożonych, nie w pełni zrozumiałych zjawisk historyczno-antropologicznych, a nie ścisłe definiowanie dobrze znanych właściwości systemów logicznych. ... Niejasność omawianego wyjaśnienia odzwierciedla niekompletność i złożoność materiału, zachęcając do dalszych badań pomocnych w wyartykułowaniu problemu. ... Dlatego też nie da się zdefiniować niewspółmierności przez odwołanie się do twierdzeń (Przeciw metodzie s. 167 i 194-195).
Najczęstszym przykładem niewspółmierności jakim się posługuje Feyerabend jest relacja niewspółmierności zachodząca pomiędzy klasyczną mechaniką nieba i ogólną teorią względności (Por. Przeciw metodzie s. 192–196) O niewspółmierności w ramach jego koncepcji można mówić jedynie w odniesieniu do teorii uniwersalnych (nieinstancjalnych). W koncepcji Feyerabenda występują trzy odmienne charakterystyki teorii uniwersalnych.
1. Teorią uniwersalną jest teoria najwyższego poziomu, czyli taka, która nie stanowi elementu jakiejś innej teorii. Obiekty, o których orzeka nie są definiowalne niezależnie od niej – ich istnienie wynika z tej teorii.
2. Teoria uniwersalna to taka, która orzeka się o wszystkim, co istnieje, przynajmniej w jakimś aspekcie.
3. Teorią uniwersalną nazywa taką teorię, która w przeciwieństwie do tzw. empirycznych uogólnień testowalnych bezpośrednio, jest testowalna pośrednio drogą wyprowadzania z niej i określonych warunków brzegowych, empirycznych uogólnień[4].

Relacja niewspółmierności występuje również, zauważa Feyerabend, pomiędzy:
(a) językami naturalnymi (pomiędzy pojęciami i rodzinami pojęć),
(b) alternatywnymi systemami pojęciowymi (których terminy pierwotne nie mogą być łączone drogą praw pomostowych, zapewniających ich przekładalność i zgodność z faktami),
(c) teorią a pojedynczymi twierdzeniami (hipotezy mogą być niewspółmierne z twierdzeniami bazowymi),
(d) ontologiami sugerowanymi przez teorie naukowe, czy języki.

### Językowa i ontologiczna płaszczyzna niewspółmierności
U Feyerabenda niewspółmierność funkcjonuje na dwóch płaszczyznach: językowej i ontologicznej.

#### Niewspółmierność językowa
Swoje stanowisko w tej kwestii wyraża Feyerabend następująco:
Pierwsza teza głosi, że istnieją niewspółmierne schematy pojęciowe w dziedzinie myślenia (działania, percepcji). ... Moja druga teza głosi ... że rozwój percepcji i myślenia w przypadku jednostki także przechodzi przez stadia wzajemnie niewspółmierne. ... Moja trzecia teza głosi, że poglądy naukowców reprezentujących różne okresy, szkoły, dyscypliny, a szczególnie ich poglądy na kwestie podstawowe często różnią się od siebie tak samo jak ideologie leżące u podstaw różnych kultur. (Przeciw metodzie, s. 195–196)

##### Pięć cech języka powodujących niewspółmierność
Feyerabend wskazuje na pięć cech języka powodujących niewspółmierność.
1. Języki naturalne zawierają dobrze rozwinięte ontologie, z czego wyciąga wniosek, że nie jest prawdą, iż język naturalny jest tak szeroki i tolerancyjny, że można w jego ramach sformułować każdą teorię naukową.
2. Odmienne języki na ogół wyrażają odmienne ideologie, powstałe na gruncie codziennego użycia języka i wyrażające przekonania funkcjonujące na gruncie danej kultury.
3. Języki nie tylko opisują zdarzenia, ale również je kształtują, ponieważ ich składowymi są kosmologia, ogólny pogląd na świat i społeczeństwo. Powołuje się tu Feyerabend na Bacona i Whorfa.
4. Oznaką niewspółmierności języków używanych przez jego dwóch użytkowników jest fakt, że wypowiedzi jednego z nich mogą się wydawać absurdalne dla drugiego.
5. Dla dwóch dowolnych języków naturalnych nie istnieją tzw. wierne przekłady pozwalające na bezpośrednie tłumaczenie bez pogwałcenia ich gramatyk czy reguł znaczeniowych. Językoznawcy przypominają nam, że nie da się nigdy tłumaczyć w sposób dosłowny, nawet jeżeli używa się złożonych definicji kontekstowych. (Przeciw metodzie, s.199)

##### Językowe przyczyny niewspółmierności interteoretycznej
Językowe przyczyny niewspółmierności interteoretycznej w ramach koncepcji Feyerabenda są następujące.
1. Znaczenia terminów są ściśle skorelowane z teoretycznym kontekstem, do tego stopnia, że opis jakiegoś zjawiska jest jednocześnie uznaniem jakiegoś prawa. Konsekwencją tego jest to, że
2. żadna uniwersalna teoria nie jest w stanie przypisać danemu terminowi takiego znaczenia jakie ma on w jakiejś innej teorii uniwersalnej (ze względu na diametralnie odmienny zbiór zasad fundamentalnych). Próby powiązania pierwotnych terminów jednej teorii uniwersalnej z terminami drugiej teorii uniwersalnej za pomocą praw pomostowych pociągną za sobą albo bezsensowność tych praw lub ich faktualną niepoprawność. Wyciąga z tego Feyerabend wniosek, że
3. z perspektywy poprzedniej uniwersalnej teorii nie można sformułować żadnego twierdzenia aktualnej teorii uniwersalnej, ponieważ nowo powstały system pojęciowy nie tylko zaprzecza istnieniu stanów rzeczy, o których orzekała się teoria poprzednia, lecz również nie pozwala na sformułowanie tez o takich stanach rzeczy, z racji na to, iż nie podzielają one żadnego pojedynczego stwierdzenia. Wynika z tego, że
4. pojęcia teorii zastępowanej nie mają żadnych synonimów pośród pojęć teorii zastępującej.

#### Niewspółmierność ontologiczna
Istotę swego stanowiska przedstawia Feyerabend następująco:
Ostatecznie bardzo często odkrywamy, że przedmioty, o których myśleliśmy, że istnieją, faktycznie nie istnieją. Uświadomiwszy to sobie, musimy eliminować i zastępować terminy oznaczające te przedmioty z naszego faktualnego opisu (który przynajmniej w naukach przyrodniczych ma dotyczyć istniejących rzeczy, procesów, relacji itd.), a to może, oczywiście, prowadzić do gwałcenia wymagania niezmienności znaczeniowej. Rozumowanie to jest ogólne i nie zależy od tego, czy terminy, których znaczenia są badane, są obserwacyjne. Może okazać się, że nawet przedmioty rzekomo bezpośredniej obserwacji nie istnieją. (Feyerabend, Problems…, s. 170)
Wyciągnąć można z tego wniosek, że zmiany językowe w ramach teorii są wtórne względem zmian ontologicznych. W umiarkowanym okresie swojej twórczości utrzymywał Feyerabend, że wraz ze zmianą teorii uniwersalnej ma miejsce całkowita zmiana ontologii, w swych nowszych pracach stwierdza, że niewspółmierność polega nie na negowaniu istnienia przedmiotów, o których orzekała się poprzednia teoria, lecz na tym, iż wraz z nową teorią zdania o przedmiotach z poprzedniej teorii stają się bezsensowne. (Por. Przeciw metodzie, s. 248)
Zmianie ulega samo pojęcie przedmiotu – te ostatnie, w ramach teorii uniwersalnej zbudowane są zgodnie z pewnymi uniwersalnymi zasadami konstrukcji dopuszczającymi z jednej strony istnienie określonych przedmiotów czy stanów rzeczy, z drugiej zaś strony zaprzeczających istnieniu określonych rzeczy czy stanów rzeczy. Tych ostatnich w ramach nowej teorii nie można ani odkryć ani o nich mówić bez pogwałcenia uniwersalnych zasad konstrukcji. Odrzucenie teorii pociąga za sobą automatycznie odrzucenie (zawieszenie) jej uniwersalnych zasad konstrukcji, czego konsekwencją jest odrzucenie obrazu świata jaki był dziełem tej teorii.
Mówiąc o ontologicznej niewspółmierności powołuje się Feyerabend na teorię Whorfa o ukrytych klasyfikacjach oraz na Piageta o rozwoju psychiki dziecka. Przykłady te nie są przykładami z dziedziny nauk przyrodniczych. Z tej dziedziny podaje przykłady kosmologii greckiej z okresu Homera i klasycznej kosmologii greckiej, czy teorii Newtona i Einsteina. Operuje on jedynie samymi przykładami. Z tej perspektywy słuszny zarzut stawia mu Jodkowski:
Należy więc powiedzieć, że jego przekonanie o analogicznym charakterze zmian w historii nauki do zmian przezeń analizowanych jest w dużym stopniu jedynie przypuszczeniem. Trzeba jeszcze wykazać, że podczas wielkich rewolucji naukowych następowała zmiana samego pojęcia przedmiotu. (Jodkowski, Teza..., s.49.)

##### Sześć procedur porównywania niewspółmiernych teorii
W umiarkowanym okresie swojej twórczości Feyerabend zaproponował sześć procedur porównywania (wyboru) niewspółmiernych teorii z których zrezygnował w Przeciw metodzie. Oto one:
1 Celem porównania niewspółmiernych teorii należy zaproponować dla nich teorię ogólniejszą, będącą dla nich wspólnym tłem, określającą dla obu rywalizujących teorii twierdzenia testowe umożliwiające ich porównanie.
Procedura ta – zauważa Jodkowski – funkcjonuje, dopiero gdy odrzuci się Feyerabendowskie poglądy co do znaczenia i niewspółmierności. (Teza..., s.52)
Akceptując tezę Feyerabenda, że znaczenia są funkcją zasad teoretycznych najwyższego poziomu przyjąć należy również, iż jeśli proponujemy dla dwóch niewspółmiernych teorii teorię względem nich ogólniejszą, to co najmniej niektóre ze znaczeń terminów tych teorii determinowane będą zasadami teorii trzeciej. Z czego wynika, że de facto nie będziemy mieli już do czynienia z tymi samymi niewspółmiernymi teoriami, które funkcjonowały przed odniesieniem ich do teorii ogólniejszej.
2 Należy sprawdzić oddzielnie każdą z niewspółmiernych teorii w kwestii bliższej zgodności z obserwacją oraz bardziej bezpośrednich interpretacji wyników obserwacyjnych. Wielce problematyczną kwestią jest w tym miejscu problem kryteriów oceny stopnia bezpośredniości związku teorii z twierdzeniami obserwacyjnymi, ponieważ zgodnie z wcześniejszymi ustaleniami Feyerabenda każda teoria określa w swoisty sposób co jest dla niej faktem (twierdzeniem obserwacyjnym) a co nim nie jest.
 3 Należy oprzeć się na pragmatycznej teorii obserwacji i dokonać akceptacji tej teorii, której zdania obserwacyjne najlepiej przystają do naszych zachowań. Zdaniem Feyerabenda zdanie ma tylko wtedy charakter obserwacyjny, gdy jego akceptacja (lub odrzucenie) przez osobę używającą danego języka stanowi przyczynowo uwarunkowaną reakcję na otoczenie lub stan organizmu. Gwarantem intersubiektywności i testowalności takiego zdania obserwacyjnego jest możliwość osiągnięcia zgodności co do jego akceptacji wśród danej społeczności językowej, o ile jej członkowie znajdują się w identycznych warunkach. W ramach pragmatycznej teorii obserwacji nie rozróżnia się zdań i terminów obserwacyjnych od zdań i terminów teoretycznych na podstawie samego ich znaczenia. W zależności od tego kto dokonuje obserwacji (jest to kwestia odpowiedniego treningu i wiadomości z danej dziedziny wiedzy) te same zdania uważane będą albo za teoretyczne albo za obserwacyjne.
W jaki sposób zdania obserwacyjne naśladować mogą nasze własne zachowania? Myśl swoją Feyerabend wyraża następująco:
Istnieje jednak jeszcze ludzkie doświadczenie jako faktycznie istniejący proces, który powoduje, że obserwator przeprowadza pewne działania, na przykład wypowiada zdania jakiegoś rodzaju. Nie każda interpretacja wypowiedzianych zdań będzie posiadała taką postać wyłonioną z obserwacyjnej sytuacji, jaką przewiduje teoria dostarczająca jej interpretacji. Takie połączone użycie teorii i działania prowadzi do selekcji nawet w tych przypadkach, kiedy nie istnieje wspólny język obserwacyjny.
Akceptacja teorii w tym przypadku polega na porównaniu „zachowania się” określonych zdań, przewidywanych przez daną teorię i „zachowania się’ tych samych zdań wypowiedzianych przez obserwatora. Teorię odrzuca się wtedy, gdy wynikające z niej zdania obserwacyjne pozostają w niezgodności ze zdaniami wypowiedzianymi przez obserwatora, jednakże bez odwoływania się do ich prawdziwości czy fałszywości.
4 O niezgodności niewspółmiernych teorii wnioskuje się na podstawie braku izomorfizmu pomiędzy określonymi podstawowymi relacjami i wynikającymi z nich konsekwencjami. W przypadku potwierdzenia jednej z teorii, drugą należy odrzucić. Krytykę tego stanowiska za Jodkowskim przedstawić można następująco:
Feyerabend nie wyjaśnił, jak wyodrębnić bazowe relacje oraz które systemy ma na myśli – elementów świata opisywanych przez teorie czy terminów i zdań teorii. ... Bez względu na to, czego dotyczyć ma ta izomorficzność, można powiedzieć, że istnieje wiele par teorii, które nie są izomorficzne, a jednak jednocześnie są zgodne, na przykład teoria Keynesa z ekonomii i teoria kwantów czy jakaś teoria socjologiczna i teoria kwantów. (Jodkowski, Teza..., s.55)
5 Korzysta się z pojęcia „gramatyki lokalnej”. (Gramatykę lokalną dla jakiegoś twierdzenia tworzy taka część jego reguł użycia, która jest związana z tzw. operacjami bezpośrednimi – patrzeniem, słuchaniem itp.) Wypowiedzianemu w ramach lokalnej gramatyki twierdzeniu (tzw. twierdzeniu lokalnemu) odpowiadać może inne twierdzenie lokalne (wypowiedziane w ramach innej teorii). Każdemu takiemu twierdzeniu lokalnemu odpowiada wiele twierdzeń teoretycznych – tego typu twierdzenia Feyerabend nazywa twierdzeniami stowarzyszonymi wewnątrz danej teorii. Jeśli każdemu twierdzeniu stowarzyszonemu z teorii T odpowiada jakieś twierdzenie stowarzyszone z T’, oraz jeśli istnieją takie stowarzyszone twierdzenia w ramach teorii T’, dla których nie istnieje odpowiednik w T, można na tej podstawie wnioskować, że T’ ma większą treść empiryczną niż T. Procedurę tę Jodkowski krytykuje następująco:
Istota tej procedury jest jednak niezgodna z resztą pozytywnego programu Feyerabenda. Stwierdzenia lokalne byłyby bowiem niczym innym jak krytykowanymi przezeń neutralnymi twierdzeniami obserwacyjnymi. (Jodkowski, Teza..., s.56.)
6 Konstruuje się w ramach teorii T’ model teorii T i porównuje je. Krytyka Jodkowskiego przedstawia się następująco:
Terminy modelu teorii T tkwiącego wewnątrz niewspółmiernej teorii T’ będą, zgodnie z ujęciem Feyerabenda, rządzone przez zasady teoretyczne tej ostatniej, a stąd nie mogą być użyte do wypowiadania tych samych twierdzeń co w teorii T. (Jodkowski, Teza..., s.57)

##### Trzy podstawowe obiekcje stawiane Feyerabenda koncepcji niewspółmierności
W Przeciw metodzie (s. 195–201) podejmuje również dyskusję z trzema podstawowymi obiekcjami stawianymi jego koncepcji niewspółmierności:
1. dostosowanie obserwacji do teorii usuwa niezgodne z nią zdania obserwacyjne i pozwala zachować nową teorię na zasadzie ad hoc (Przeciw metodzie, s.197),
2. możliwością takiej instrumentalistycznej interpretacji nauki, która pozwala na traktowanie teorii jako współmiernych (Przeciw metodzie, s.197-199),
3. argumentami, że istnieją eksperymenty krzyżowe obalające jedną z dwóch teorii i tym samym potwierdzające drugą teorię (Przeciw metodzie, s.199-200) Odnośnie do możliwości eksperymentów krzyżowych – posługuje się tu Feyerabend następującymi przykładami: Na przykład powiada się, że eksperyment Michelsona-Morleya, zmienność masy cząstek elementarnych, poprzeczny efekt Dopplera obalają mechanikę klasyczną i potwierdzają teorię względności. (Przeciw metodzie, s.199.) – jego kontrargumenty przedstawić można następująco. Stwierdzeniu, że przejście od teorii grawitacji Newtona do teorii grawitacji Einsteina nie może mieć irracjonalnego charakteru ponieważ teoria Newtona jest świetną aproksymacją teorii Einsteina, przeciwstawia swoje stwierdzenie, iż z ciągłości związków formalnych nie wynika ciągłość interpretacji. Komentuje to w następujący sposób: o czym powinni już wiedzieć wszyscy, którym znane jest notoryczne „wyprowadzanie” prawa grawitacji z praw Keplera. (Przeciw metodzie, s. 200) Ten stan rzeczy przesłaniany jest przez fakt, że naukowcy o dużej wprawie w formalizacjach potrafią przechodzić od jednej teorii do drugiej z taką prostotą, która powoduje przekonanie o pozostawaniu w jednej dziedzinie dyskursu.

### Pointa Feyerabenda
Feyerabend swoje stanowisko pointuje następująco. Teorie niewspółmierne można zatem obalić przez odwołanie się do ich własnych typów doświadczenia, tj. przez odkrycie zawartych w nich wewnętrznych sprzeczności. (Jednakże przy braku współmiernych alternatyw, obalenia te są niezbyt przekonujące ... .) Porównanie ich treści empirycznej nie jest możliwe. Nie można także wydawać sądów na temat prawdoupodobnienia poza zakresem stosowalności określonej teorii pamiętać należy, że problem niewspółmierności pojawia się jedynie wówczas, gdy analizujemy zmiany ogólnych kosmologicznych punktów widzenia – teorie o ograniczonym zasięgu rzadko zmuszają do rewizji pojęć. Nie można zastosować żadnej z metod, którymi pragną posługiwać się Carnap, Hempel, Nagel, Popper, a nawet Lakatos, aby zracjonalizować zmiany zachodzące w nauce, a jedyna metoda, jaką można zastosować – obalanie, traci po części doniosłość. (Przeciw metodzie,s.201)

## Niewspółmierność w ujęciu Kuhna
W jego ujęciu niewspółmierność spowodowana jest dwoma zasadniczymi przyczynami: wiedzą milczącą i zmianą ontologii, które to odzwierciedlane są następnie w języku nauki i danych obserwacyjnych. Kuhn wyraża to następująco. Dwaj ludzie, których dyskusja zachodziła poprzednio z jawnie pełnym zrozumieniem, mogą nagle zorientować się, że odnoszą się do tych samych bodźców przy pomocy niezgodnych opisów i uogólnień ... Problemy takie, choć ujawniają się po raz pierwszy w komunikacji, nie mają jedynie lingwistycznego charakteru i nie mogą być rozwiązane po prostu przez żądanie definicji kłopotliwych terminów. ... Część różnicy jest wcześniejsza od zastosowania języków, w których jest odzwierciedlana. (Kuhn, Postscript – 1969, s. 201)

### Wiedza milcząca a funkcjonowanieparadygmatu
Odrzucając klasyczne, zdaniowe ujęcie nauki, zgodnie z którym wiedza naukowa jest w pełni zwerbalizowana utrzymuje Kuhn pogląd, że wiedza ta jest w pewnej mierze niezwerbalizowana, milcząca. Wiedza milcząca stanowi konsekwencję stosowania metody przypadków paradygmatycznych. Istotą tej metody jest zapoznawanie się ze wzorcowymi przykładami (np. ze wzorcowymi zastosowaniami praw przyrodniczych czy ze wzorcowymi desygnatami badanych pojęć) w miejsce formułowania ścisłych definicji. Metoda ta pozwala na ujęcie relacji podobieństw (które nie są ujęte przy pomocy wyartykułowanych kryteriów) pomiędzy nowymi przypadkami a przypadkami już znanymi. Ów milczący charakter uprawiania nauki nie jest zjawiskiem negatywnym i jako taki nie powinien podlegać eliminacji. Konsekwencje tak ukierunkowanej refleksji naukowej Jodkowski (Teza o…, s. 72) ujmuje następująco:
... jest to nie tylko sprawa faktu, jest to także sprawa powinności, bowiem ów niedoskonały z punktu widzenia dotychczasowej filozofii nauki sposób uprawiania nauki należy zachować jako gwarantujący znacznie większe postępy, niż sposób wymyślony przez pozytywistycznie nastawionych filozofów.

#### Cztery argumenty na rzecz istnienia i funkcjonowania niezwerbalizowanej wiedzy naukowej
W Strukturze rewolucji naukowych (s. 62–65) Kuhn przedstawił cztery argumenty na rzecz istnienia i funkcjonowania niezwerbalizowanej wiedzy naukowej.
(1) Istnieją poważne trudności związane z wykryciem reguł, jakie kierowały poszczególnymi tradycjami badawczymi nauki normalnej. Są to trudności tego samego rodzaju jak te, które napotyka filozof usiłując stwierdzić, jakie są wspólne cechy wszystkich gier.
Argument ten ma silne poparcie w analizach historycznych, gdyby uczeni faktycznie uprawiali naukę zgodnie z wyartykułowanymi regułami, to historycy nauki nie mieliby większych trudności z odkrywaniem owych reguł. (Por. Jodkowski, Teza o…, s. 72)
(2) Musimy sobie jasno zdawać sprawę z tego, że uczeni nigdy nie przyswajają sobie pojęć, teorii i praw w sposób abstrakcyjny, jako takich. Stykają się oni z tymi narzędziami intelektualnymi poprzez ich zastosowania w ramach szerszej, historycznie ukształtowanej struktury nauczania. ... Chociaż wielu uczonych dobrze i z łatwością rozprawia na temat poszczególnych hipotez, jakie leżą u podstaw konkretnych bieżących prac badawczych w tej dziedzinie, nie górują oni zazwyczaj nad laikiem, gdy chodzi o charakterystykę podstaw tej dziedziny oraz jej uprawnionych problemów i metod. Jeśli w ogóle uzyskali kiedyś zrozumienie tych abstrakcyjnych zagadnień, okazują to głównie poprzez umiejętność prowadzenia płodnych badań. Umiejętność ta da się jednak wytłumaczyć bez odwoływania się do znajomości hipotetycznych reguł gry.
Gdyby cała wiedza naukowa była zwerbalizowana, to nie istniałaby potrzeba uczenia się drogą aktywną, poprzez konkretne zastosowanie w praktyce danej teorii. Fakt istnienia takiej potrzeby świadczy zdaniem Kuhna o istnieniu niezwerbalizowanych elementów wiedzy.
(3) Nauka normalna obywać się może bez reguł tylko dopóty, dopóki odpowiednie środowisko naukowe akceptuje bez zastrzeżeń uzyskane poprzednio rozwiązania poszczególnych zagadnień. Reguły uzyskiwać więc mogą znaczenie, a obojętność wobec nich znikać, gdy rodzi się uczucie, że paradygmaty, czy też wzorce są niepewne. ... Póki jednak paradygmat jest niezagrożony, może on funkcjonować bez zgody na jego racjonalizację, a nawet bez podejmowania prób czegoś takiego.
Dopiero zatem w momentach kryzysowych, gdy pojawia się coraz więcej anomalii, uczeni skłonni są do analitycznej obróbki wszystkich elementów paradygmatu mając nadzieję, że pomoże to w uniknięciu kryzysu.
(4) Jeśli spojrzeć na wszystkie dziedziny nauki łącznie, wydaje się ona budowlą raczej chwiejną, o niezbyt dobrze dopasowanych do siebie fragmentach. ... zastąpienie reguł paradygmatami ułatwia zrozumienie tej różnorodności obszarów badawczych i specjalizacji. Wyraźne reguły jeśli istnieją, wspólne są zazwyczaj bardzo szerokiemu gronu uczonych. Z paradygmatami sytuacja może być inna. ... nawet ludzie zajmujący się zbliżonymi dziedzinami, zaczynając od studiowania tych samych książek i osiągnięć, mogą później w toku dalszej specjalizacji zawodowej dojść do różnych paradygmatów.
Z faktu, że wyartykułowane reguły wspólne są szerokiemu gronu uczonych, wyciąga Kuhn wniosek, iż gdyby cała wiedza miała taki wyraźny charakter, to rewolucje w nauce musiałyby mieć szeroki zasięg. Tego typu rewolucje pojawiają się jednak dość rzadko (o wiele częstsze są rewolucje w mikroskali obejmujące tylko pewien odłam wspólnoty naukowej z danej dyscypliny), co wyjaśnia on brakiem wyraźnych reguł oraz ich milczącą znajomością.

#### Negatywny wpływ milczącego uprawiania nauki nalogiczny empiryzmifalsyfikacjonizmPoppera
Milczący charakter uprawiania nauki ma zgubny charakter dla falsyfikacjonizmu Poppera i indukcjonizmu logicznego empiryzmu z następujących powodów:
Po pierwsze, stosowanie metody przykładów paradygmatycznych wprowadza do nauki mętność i wieloznaczność, co powoduje iż teorie stają się odporne na falsyfikacje. Jodkowski wyraża to następująco:
Pojedynczy fakt niezgodny z teorią uczeni z reguły odrzucają uznając, iż w rozważanych aspektach jest on niedostatecznie podobny, aby był brany pod uwagę. Ze względu na wspomnianą mętność zawsze bowiem można uznać, że „niewygodna” anomalia nie jest na tyle podobna do wzorca, aby musiała być uwzględniana. Można ją odłożyć na bok jako nieistotną.(Teza o…, s. 73)
Po drugie, przekonaniu Poppera, że teorię należy odrzucić po jej empirycznej falsyfikacji, przeciwstawia Kuhn przekonanie, iż odrzucenie teorii nastąpić może dopiero w momencie gdy zaproponowana zostanie teoria lepsza. Do tego czasu obowiązująca teoria okazuje się być odporna na istnienie niezgodnych z nią faktów (Por. Por. Kuhn, Struktura..., s. 94–95.) Przyczyny tego stanu rzeczy za Jodkowskim przedstawić można następująco:
Uczeni do czasu pojawienia się nowej teorii z reguły nie widzą jej potrzeby. Nie jest więc tak, że uczeni ignorują anomalie wedle zasady „nic na to nie poradzę”. Anomalie często są niezauważalne bądź niedoceniane, dopóki nie spojrzy się na nie z nowego punktu widzenia – właśnie z punktu widzenia tej rywalizującej teorii. ... Postępowanie Kuhnowskiego uczonego jest wiec wyrazem obronnego mechanizmu nauki, a racjonalizm Poppera należy uznać za przesadny. (Teza o…, s. 74)
Po trzecie, powszechne stosowanie metody przykładów paradygmatycznych czyni z nich owocne narzędzie badawcze, przyczyniające się do wzrostu wiedzy, zaś ujmowanie nauki jako tworu precyzyjnego, za czym optuje Popper, i logiczni empiryści, jest jej ujmowaniem niedokładnym, wypaczającym jej faktyczny obraz. Istotę problemu Jodkowski przedstawia następująco:
Można by, jak sądzę, pokusić się o następujące stwierdzenie: wartość precyzji w nauce (i w filozofii nauki) zależy od problemu, jaki należy rozwiązać. Są takie problemy, gdzie algorytmiczne podejście góruje nad opartym na milczącej wiedzy. Do zasług Kuhna należy, iż za L.Fleckiem i M.Polanyim zwrócił uwagę na taki rodzaj problemów, przy których podejście algorytmiczne może zawieść. Chodzi głównie o klasyfikowanie nowo napotykanych zjawisk zgodnie z istniejącym systemem klasyfikacyjnym, jak również o rolę relacji podobieństwa w tym procesie. Naturalnie, Kuhn może się mylić, jego argumenty mogą w końcu okazać się nieprzekonujące. Fanatyczne obstawanie przy dążeniu za wszelką cenę do precyzji werbalnej bez próby obalenia czy choćby podważenia argumentów w rodzaju tych, jakie wysuwał Kuhn, może doprowadzić jednak do irracjonalizmu, mimo zwykle deklarowanej jednocześnie obrony racjonalizmu.(Teza o…,.s 76)
Po czwarte, problem racjonalnego wyboru pomiędzy konkurującymi teoriami w świetle istnienia wiedzy milczącej przedstawia się odmiennie niż w krytycznym racjonalizmie. Popperowskie przekonanie, że uczony dążyć powinien do obalenia swojej własnej koncepcji i utrzymywać ją jedynie wtedy, gdy przeprowadzone przezeń surowe testy nie zdołały jej obalić, lub mówiąc krótko, gdy teoria okazała hart, mało ma wspólnego z rzeczywistą praktyką badawczą (Por. Struktura..., s.95-96.) Zgodnie z koncepcją Kuhna większość zwolenników nowego paradygmatu popiera go zanim potrafi podać fakty, które albo go potwierdzą albo obalą stary paradygmat. Fakt, irracjonalny na gruncie krytycznego racjonalizmu, popierania starego paradygmatu przez uczonych pomimo tego, że nowy wyjaśnia więcej i lepiej, jest na gruncie koncepcji Kuhna faktem racjonalnym. Wyjaśnia to następująco:
Z chwilą gdy w sporze o wybór paradygmatu odwołujemy się do paradygmatu – a innego wyjścia nie mamy – popadamy nieuchronnie w błędne koło. Każda grupa w obronie swego paradygmatu do niego właśnie musi się odwoływać. Wynikające stąd błędne koło nie decyduje jeszcze o tym, że argumentacja jest fałszywa czy nieskuteczna. ... Przesłanki i wartości akceptowane przez spierające się strony nie wystarczają do rozstrzygnięcia sporu o paradygmat. Podobnie jak w rewolucjach społecznych, tak i w sporach o paradygmaty nie istnieje żadna instancja nadrzędna ponad tymi, które uznaje każda ze stron. (Struktura..., s.111.)
Nie ma zatem możliwości rozstrzygania o wyborze pomiędzy teoriami za pomocą logicznych metod, ponieważ faktyczne dyskusje nad wyborem teorii naukowej nie przypominają dowodów logicznych, jako że źródłem niezgody jest albo odmienny zestaw podstawowych przesłanek albo odmienne reguły wyprowadzania z przesłanek wniosków. Wzajemnie przekonujący się uczeni odwołują się do takich ogólnie podzielanych, choć czasami odmiennie pojmowanych, wartości jak prostota, dokładność, płodność czy szerokość ujęcia lub wierność empirii. Powody akceptacji teorii na gruncie koncepcji Kuhna ujmuje Jodkowski następująco:
Istnieją więc dobre powody wyboru teorii, ale nie w postaci reguł wyboru, lecz raczej wartości. Wartości te jednak nie funkcjonują jako reguły logiczne, lecz intuicyjnie, milcząco, a ich milcząca znajomość zdeterminowana jest wyłącznie przez wzorcowe rozwiązania problemów.(Teza o…, s. 77)

#### Konsekwencje niewspółmierności ontologicznej
Z racji na to, że przy zmianie teorii następuje zmiana ontologii, ponieważ nowa teoria albo postuluje istnienie nowych rodzajów przedmiotów (zjawisk, zdarzeń itp.), które w ramach starej teorii istnieć nie mogą albo zaprzecza istnieniu przedmiotów postulowanych przez starą teorię, odrzuca Kuhn ideę, że nowa teoria stanowić może lepsze przybliżenie do prawdy w sensie Poppera. Wyraża to następująco. Powiedzieć na przykład, że teoria pola bardziej zbliża się do prawdy niż dawna teoria materii i siły, mogłoby znaczyć, o ile słowa nie są tu dziwnie użyte, że ostateczne składniki przyrody są bardziej podobne do pól niż do materii i siły. Lecz w tym ontologicznym kontekście jest bardzo niejasne, jak zwrot „bardziej podobne” jest stosowany. (Kuhn, Reflection..., s.256.)
W ramach ujęcia Kuhna nie ma możliwości takiego zastosowania pojęcia prawdy aby odnosiło się ono w niezależny od teorii sposób do przyrody. Jedynym sposobem poznawania świata jest nauka, dlatego też jakiekolwiek neutralne próby porównywania dawanego przez nią obrazu świata z samym światem skazane są na niepowodzenie. Wyciąga z tego wniosek, że porównywanie alternatywnych teorii pod względem ich bliskości do prawdy jest nieporozumieniem, niemającym rzeczywistego odpowiednika w praktyce badawczej. Wybór teorii jest konsekwencją jej użyteczności polegającej głównie na zdolności rozwiązywania łamigłówek.

### Niewspółmierność językowa
Zarówno Popper, jak i Kuhn podzielają przekonanie, że zmiana teorii pociąga za sobą zmianę języka.
Dwie deklaracje Poppera przedstawiają się następująco.
- Jest to tylko dogmat – niebezpieczny dogmat – że różne ramy robocze są czymś w rodzaju wzajemnie nieprzekładalnych języków. Faktem jest, że nawet całkowicie różne języki (jak angielski, Hopi czy chiński) nie są nieprzekładalne i że istnieje wielu Hopi czy Chińczyków, którzy bardzo dobrze opanowali język angielski. (K.R. Popper, Normal Science and Its Dangers w I. Lakatos and A. Musgrave (eds.), Criticism and the Growth of Knowledge, s.56)
- Przyjmuję, że w każdej chwili jesteśmy więźniami ramy roboczej naszych teorii; naszych oczekiwań; naszych dawnych doświadczeń; naszego języka. Lecz jesteśmy więźniami w Pickwikowskim sensie; jeśli spróbujemy, możemy przełamać naszą ramę roboczą w dowolnym momencie. Nie da się ukryć, że znowu znajdziemy się w jakiejś ramie roboczej, lecz będzie ona lepsza i pojemniejsza; zresztą możemy i ją przełamać w każdej chwili. (K.R. Popper, Normal..., s.56.)

Kuhn ujął problem następująco. ... przy przechodzeniu od jednej teorii do następnej słowa w subtelny sposób zmieniają swoje znaczenie bądź warunki stosowalności. Chociaż większości tych samych znaków używa się przed i po rewolucji – np. siła, masa, pierwiastek, związek, komórka – to zmieniły się nieco sposoby wiązania niektórych z nich z przyrodą. Mówimy więc, że sukcesywne teorie są niewspółmierne. (Kuhn, Reflections..., s.266-267)
Już na podstawie przytoczonych fragmentów jasno widać, że nie są oni zgodni w kwestii językowych konsekwencji płynących ze zmiany teorii. Istotę problemu Jodkowski (Teza..., s.79) ujmuje następująco. Niewspółmierność między teoriami (paradygmatami) znaczy tylko tyle, że ci, którzy opierają się na różnych paradygmatach, będą używali tych samych terminów w różnych znaczeniach. Wynikające stąd trudności w porozumiewaniu się nie mogą być rozwiązane po prostu przez definicje niejasnych terminów, byłyby one bowiem albo arbitralne, albo analityczne.
Językowe przerwanie komunikacji zachodzące podczas rewolucji, będące również konsekwencją zmiany ontologii i wpływu wiedzy milczącej, nigdy nie jest całkowite (por. Kuhn, Struktura..., s.143.) Nie o to chodzi Kuhnowi. Popper, jak widać z powyższych cytatów, utożsamia uczenie się obcego języka z tłumaczeniem. Dla Kuhna zaś są to dwa odmienne problemy. Nie istnieją dla niego wierne tłumaczenia z zachowaniem dosłowności. Problem ten w odniesieniu do wspólnoty uczonych Jodkowski (Teza o..., s.81) wyraża następująco. Grupa naukowa skupiająca się wokół paradygmatu jest wspólnotą językową. Wszystkie wspólnoty podzielają język codzienny i większą część języka nauki. Tłumaczenie teorii dokonywane przez członków innej wspólnoty językowej na jej własny język wystarcza do zrozumienia tej teorii. Nie jest to jednak ani pełne tłumaczenie, ani pełne zrozumienie....

## Niewspółmierność w ujęciu Jodkowskiego

### Uhistoryczniony ewolucjonizm
Uhistoryczniony ewolucjonizm Jodkowskiego, jest optymizmem poznawczym, antydogmatyzmem i teoretycznym pluralizmem. Stanowi też pewną wersję performancyjnego modelu wiedzy.
Sama nazwa pochodzi stąd, że z jednej strony jest to uhistoryczniona filozofia nauki, a z drugiej, że ewolucjonizm jest potraktowany przez niego jako podejście do analizy rozwoju zarówno indywidualnych, jaki zbiorowych procesów poznawczych. Odmienne podejście do zagadnienia uprawomocniania poznania teoretycznego odróżnia jego stanowisko od epistemologicznego ewolucjonizmu np. Poppera. Nauka nie jest pojmowana tu wyłącznie jako dążenie do prawdy. Jest to ujęcie względem takiego alternatywne. Fakt istnienia nauki traktowany jest tu ewolucyjnie, jako „kły” i „pazury” gatunku ludzkiego, umożliwiającego mu przetrwanie.
Optymizm poznawczy to antynihilizm, czyli ufność w zdolności poznawcze człowieka.
Antydogmatyzm to w tym przypadku nieuprzedzone podejście do badanych zagadnień. Świadczy o nim jego podejście do analiz kreacjonizmu, wolne od uprzedzeń, nie przesądzające z góry o jego nienaukowości.
Teoretyczny pluralizm w tym przypadku polega na dopuszczeniu i stosowaniu wielości metod przy uprawomocnianiu poznania teoretycznego.
Czysta kontemplacja nie jest zadaniem nauki. Jest nim natomiast pomoc w radzeniu sobie w świecie i dlatego nauka musi być, przede wszystkim, skuteczna. Sedno tego modelu określa Jodkowski tak:
Jej istotą jest skuteczność działania na niej opartego (ang. performance, stąd nazwa modelu). ... Jeśli korzystając z nauki gatunek człowieka może przystosować się do zmiennych okoliczności w giętki i innowacyjny sposób, to nauka właściwie spełnia swoją funkcję. Wiedza naukowa jest kluczowym składnikiem w dynamicznym oddziaływaniu gatunku homo sapiens ze środowiskiem, w którym on żyje.
Podejście Jodkowskiego dotyka takich kwestii jak rozumienie naukowości, rola faktów empirycznych i czynników pozaempirycznych przy ocenianiu propozycji teoretycznych, kryterium demarkacji, rola prawdy w nauce, pluralizm naukowy, problem niewspółmierności. Podstawę dla refleksji teoretycznej stanowi historia nauki, jest to zatem „program filozofii nauki od dołu”, wychodzący od konkretnych problemów i poszukujący uzasadnienia dla tych problemów w refleksji teoretycznej. Jest przeciwieństwem np. ujęcia Poppera, dla pewnej refleksji teoretycznej poszukującego potwierdzających ją wydarzeń w dziejach historii nauki. Uhistoryczniony ewolucjonizm kładzie silny nacisk na analizy pozaempirycznych czynników wpływających na rozwój nauki, które w ramach tego ujęcia traktowane są jako czynniki o znaczeniu zasadniczym. Jest to również kontrpropozycja dla klasycznego pojmowania nauki jako przedsięwzięcia racjonalnego, obiektywnego: zgodnie z którym wszelka zmiana w nauce wymuszana jest głównie przez fakty, a wszystkie pozaempiryczne czynniki, o ile w ogóle są brane pod uwagę, mają ewentualnie znaczenie drugorzędne.
W modelu performancyjnym, jak go widzi Jodkowski, idzie o to, że o wartości nauki nie decyduje wartość logiczna, ale wartość przeżycia, jaką umożliwiają teorie naukowe. Z tej perspektywy funkcjonowanie niewspółmiernych teorii, nie tylko nie jest czymś niezwykłym, ale i pożądanym, zwiększa, bowiem, poprzez swą różnorodność, zdolność do przetrwania. Nie chodzi tu oczywiście o doraźną, bądź indywidualną zdolność do przetrwania, musi ona dotyczyć całego gatunku i być skuteczna przez dłuższy czas. Dąży, również, do wykazania ścisłego związku ciekawości (włącznie z dążeniem do prawdy) z użytecznością. Trudno zaprzeczyć, zwraca uwagę, że znakomita większość uczonych prowadzi swoje badania z ciekawości. Ale i równie trudno zaprzeczyć, że większość wyników naukowych ma praktyczne zastosowania. Pyta w związku z tym: czy ciekawość można przeciwstawiać wartości praktycznej?
Sednem nieporozumienia jest konstatacja, od Arystotelesa przyjmowana jako dogmat, że ciekawość jest typowo ludzkim atrybutem. Powołując się na Konrada Lorenza, argumentuje, że ciekawość jest biologicznym mechanizmem, dzięki któremu rozmaite gatunki zwierząt, którym przyszło żyć w zmiennym środowisku, mogą się do otaczających ich zmian przystosować. Źródłem tak rozumianej ciekawości jest zabawa. Ta ostatnia dla większości gatunków, kończy się wraz z osiągnięciem fazy dojrzałości. Ale nie dla człowieka, u którego zachowania typu zabawowego nie znikają aż do późnej starości. Owemu szczęśliwemu przypadkowi przypisywać możemy powstanie nauki, a ewolucja, nawet w swych czysto biologicznych aspektach, jest, między innymi, zdobywaniem wiedzy.
Jak z powyższego widać, rozwój nauki pojmowany jest przez Jodkowskiego jako część skomplikowanego procesu biologicznej ewolucji, a nauka, widziana z tej perspektywy:
jest czynnikiem zwiększającym szanse na przetrwanie. Przetrwaniu sprzyja niekoniecznie prawda (choć czasami też), ale i np. harmonijny światopogląd ... Tylko historia może udzielić odpowiedzi, który światopogląd (religijny czy ateistyczny) będzie stanowić lepszą podstawę dla przyszłej cywilizacji.

### Badania nad niewspółmiernością

#### Płaszczyzny niewspółmierności
Jodkowski, jako pierwszy (1984 – wszystkie inne prace w literaturze światowej są późniejsze), wyróżnia i analizuje pięć płaszczyzn, na których pojawia się problem niewspółmierności:
1. zmienność językowa,
2. zmienność ontologiczna,
3. zmienność ilościowa konsekwencji empirycznych,
4. zmienność obserwacyjna,
5. zmienność metodologiczna (problemów naukowych i kryteriów ocen).

Dystynkcje te pokazują wielopłaszczyznowość badanego problemu i umożliwiają jego lepsze analizy na innym, niż matematyczne przyrodoznawstwo, gruncie.

#### Rozszerzenie badań nad niewspółmiernością
Niewielu filozofów nauki dostrzega – powstały pod wpływem Polanyi’ego koncepcji wiedzy milczącej – problem milczącego funkcjonowania paradygmatu (akceptowania pewnych fundamentalnych założeń drogą nabywania praktycznych, nie zawsze jasno artykułowanych umiejętności – wiedza zdobywana na drodze praktycznej jest częściowo niezwerbalizowana i ma mętny charakter). Jodkowski pokazuje – przy okazji analiz, że językowy aspekt Kuhnowskiej tezy o niewspółmierności nabiera szczególnego znaczenia po uwzględnieniu problemu milczącego funkcjonowania paradygmatu – iż wiedza naukowa jest nie w pełni zwerbalizowana i że nie jest to jej wadą. Wiedza naukowa powinna być częściowo niezwerbalizowana, ponieważ jeśli przez setki lat funkcjonowanie tego niezwerbalizowanego i mętnego komponentu wiedzy naukowej było korzystne dla nauki, przyczyniając się do jej rozwoju, to próby jego unicestwienia, mogą być próbami unicestwienia samej nauki. W związku z tym pisze tak:
Dążenie do maksymalnej precyzji językowej – a tak brzmiało jedno z podstawowych założeń pozytywistycznych – nie tylko nie odzwierciedla faktycznego stanu nauki, ale także nie stanowi dla niej ideału, do którego należałoby dążyć. Założenie to może być również szkodliwe dla tych wszystkich, którzy zetknęliby się z rozważaniami metodologicznymi i przyjęli sugestie ich autorów.

#### Przeniesienie badań nad niewspółmiernością naprzyrodoznawstwo opisowe
Wolne od wartościowania (np. a priori uznania za pseudonaukę kreacjonizmu) badania Jodkowskiego nad kontrowersją kreacjonizm – ewolucjonizm są spowodowane, z jednej strony odradzaniem się kreacjonizmu, z drugiej kryzysem w biologii ewolucyjnej, a z trzeciej, faktem maskowania tego kryzysu przez naukowy establishment, przy pomocy ideologii monizmu teoretycznego, która na gruncie matematycznego przyrodoznawstwa traci na znaczeniu, zaś wśród biologów wciąż jest bardzo popularna. Warto tu również odnotować, że przyrodoznawstwo opisowe, poza polskim gruntem, nie cieszy się zbytnim powodzeniem w uhistorycznionej filozofii nauki. (Można by nawet zaryzykować tezę, że jest to polska specjalność w ramach uhistorycznionej filozofii nauki, bowiem zajmował się nim, również Ludwik Fleck i Stefan Amsterdamski.)
Pojęcia „ewolucja” używa się w co najmniej trzech sensach: ewolucja nieorganiczna, czyli kosmologiczna, ewolucja organiczna, czyli biologiczna i ewolucja ludzka, czyli psychospołeczna. Badania Jodkowskiego nad kontrowersją ewolucjonizm-kreacjonizm dotyczą ewolucji organicznej.
Ewolucjonizm biologiczny – badany przez Jodkowskiego – jest poglądem, że miliony rozmaitych, żyjących gatunków, jakie odkrywamy wokół nas w świecie, pochodzą od wspólnego przodka, który żył w odległej przeszłości. Procesy, jakie doprowadziły do tej różnorodności, są zbiorowo nazywane ewolucją. (Jodkowski, Metodologiczne..., s. 28)
Kreacjonizm w postaci, jaką bada Jodkowski, jest poglądem, iż Bóg nie tylko stworzył życie (czy inaczej: Wszechświat), ale, że uczynił to w szczególny sposób, poprzez oddzielne akty (tzw. specjalne stworzenie). Unikając w definicji kreacjonizmu słowa „Bóg”, mówi się, że życie oraz wszystkie większe typy organizmów żywych, w tym człowiek, miały początek przez nagłe pojawienie się w złożonej postaci. (Jodkowski, Metodologiczne..., s. 62)
Jeśli idzie o tak rozumianą kontrowersję, to, zdaniem Jodkowskiego, niewspółmierność występuje tam na trzech płaszczyznach: językowej, metodologicznej i ontologicznej.

##### Ewolucjonizm-kreacjonizm: niewspółmierność językowa

###### Wielość definicji ewolucji i ewolucjonizmu
Niewspółmierność pojawia się już na poziomie definicji – istnieje wiele definicji ewolucji i ewolucjonizmu. Pierwsze pojęcie stosowane jest nie tylko do świata ożywionego, ale i nieożywionego. Mówi się również o ewolucji społecznej i kulturowej.
Przy tak szerokim pojmowaniu tego terminu, kreacjonista, przeciwnik ewolucji w świecie ożywionym, może być zwolennikiem ewolucji w kosmologii, astronomii czy kulturze. Ewolucja w tych ostatnich dziedzinach odpowiada zmianom zachodzącym w trakcie życia jednego organizmu biologicznego, a takich zmian kreacjoniści nie kwestionują. Przykładowo mówiąc o ewolucji gwiazd ma się na myśli losy pojedynczych gwiazd – ich powstawanie i ginięcie.
Niekiedy też przez samych ewolucjonistów, błędnie jest ona utożsamiana z sukcesją w czasie, lub z dziełem rozumnego konstruktora.

###### Jednostki taksonomiczne
Kreacjoniści i ewolucjoniści używają nie tylko rozmaitych nazw jednostek taksonomicznych, przypisują im również odmienne znaczenia. Kreacjonistyczny baramin nie ma dokładnego odpowiednika w kategoriach ewolucjonistycznych i bywa utożsamiany z rodziną, gatunkiem, czy rodzajem.
Baramin jako stworzony rodzaj ma odzwierciedlać obiektywny stan rzeczy, jednostki ewolucjonistyczne mają charakter umowny, bowiem organizmy przekształcały się jedne z drugich w sposób ciągły. Gatunki, rodzaje czy rodziny są terminami wprowadzonymi przez człowieka dla opisania określonych grup biologicznych i jako takie są pojęciami nieostrymi, bowiem, przykładowo, co jest gatunkiem, uzależnione jest od taksonomisty klasyfikującego przyrodę ożywioną.

###### Mutacja i dobór naturalny
Kreacjoniści akceptują istnienie mutacji oraz doboru naturalnego. (Utrzymują, że to kreacjonista Edward Blyth w 1835 r. odkrył ją pierwszy.)
Ich zdaniem dobór naturalny odpowiedzialny jest za obserwowalną zmienność wewnątrzgatunkową (subspecjację) dzięki której możliwe jest dostosowanie się stworzonych baraminów do rozmaitych środowisk. Kreacjoniści krytykują teorię doboru naturalnego jako czynnika makroewolucji (powstawania nowych gatunków). Dopuszczają oni nawet powstawanie nowych gatunków o ile dokonuje się to skutkiem redukcji oryginalnej puli genetycznej, a nie skutkiem ekspansji puli genetycznej.
Dla kreacjonistów dobór naturalny albo zachowuje rodzaje przed wyginięciem, gdy zmianie ulega środowisko; albo usuwa organizmy słabe i zniekształcone, utrzymując gatunek w zdrowiu i sile. Tak rozumiany dobór naturalny ma jedynie charakter zachowawczy. Ujęcie Darwina jest odmienne – dobór naturalny jest siłą ewolucji, nie tylko eliminuje osobniki nieprzystosowane, ale i pełni rolę twórczą – jest ukierunkowującym procesem w całej adaptacji.
Kreacjoniści nie głoszą również, że wszystkie gatunki zostały stworzone osobno. Posługując się kategorią baraminu (którą odróżniają od kategorii rodzaju ze współczesnej biologii) mówią o stworzeniu większych jednostek taksonomicznych.

###### Pochodzenie od wspólnego przodka
Przy (zbyt szerokim) pojmowaniu ewolucji biologicznej jako pochodzenia wszystkich roślin i zwierząt od jednego przodka – nie mówiąc nic na temat charakteru owego pochodzenia (czy jest to proces stopniowy, czy nagły?; jaki jest jego mechanizm?) można z nią uzgodnić stanowiska kreacjonistyczne.
Uznanie pochodzenia od wspólnego przodka nie jest ani konieczne ani wystarczające dla uznania jakiegoś procesu za ewolucję. Zarówno wśród kreacjonistów, jak i ewolucjonistów znaleźć można zwolenników i przeciwników teorii pochodzenia od całości organicznego świata od wspólnego przodka.
O pochodzeniu od wspólnego przodka wiedziano przed Darwinem. Jego zasługą było wskazanie na materialne źródło różnicowania się przyrody ożywionej i naszkicowanie mechanizmu owego różnicowania się.

##### Ewolucjonizm-kreacjonizm: niewspółmierność metodologiczna

###### Problem demarkacji
Sposób uzasadniania twierdzeń, czyli określona metoda postępowania jest najpowszechniej dziś przyjmowanym, choć i tak nieostrym kryterium demarkacji, pozwalającym na oddzielenie tego, co jest nauką, od tego, co nią nie jest. Na tej płaszczyźnie szczególnie widoczne są wzajemne zarzuty w kwestii naukowości bądź nienaukowości (pseudonaukowości) ujęć ewolucjonistycznego i kreacjonistycznego.

###### Kreacjoniści o nienaukowości ewolucjonizmu
Karol Darwin proponował dobór naturalny dla wyjaśnienia mechanizmu adaptacji, zaś kreacjoniści np. William Paley twierdzą, że występowanie adaptacji w przyrodzie ożywionej możliwe jest tylko wtedy, gdy przyjmie się istnienie inteligentnego projektanta.

Kreacjoniści (np. Phillip E. Johnson) utrzymują, że zasada doboru naturalnego ma charakter tautologiczny. Ma to poważne konsekwencje:
Jeśli zasada doboru naturalnego ma charakter tautologiczny, to naukowość teorii ewolucji jest wielce wątpliwa.
Przez Herberta Spencera dobór naturalny definiowany jest jako przeżycie najstosowniejszego (survival the fittest), definicję tę przejmuje Darwin:
…zasadę, na mocy której każda drobna zmiana, jeśli jest korzystna, zostaje zachowana, nazwałem „doborem naturalnym”, by wskazać na jej stosunek do doboru przeprowadzanego przez człowieka. Jednak często używane przez p. Herberta Spencera wyrażenie „przeżycie najstosowniejszego” jest ściślejsze …. (Darwin, O powstawaniu gatunków drogą doboru naturalnego, DeAGOSTINI, ALTAYA – bez daty wydania, bez miejsca wydania – s. 74)
Najlepiej przystosowane organizmy mają najwięcej szans, aby przetrwać i w następnym pokoleniu wydać potomstwo. A organizmy najlepiej przystosowane są to takie, które pozostawiają najwięcej potomstwa.
Ponieważ w każdym gatunku rodzi się daleko więcej osobników, niż może przeżyć i ponieważ na skutek tego powstaje pomiędzy nimi walka o byt, osobnik, który pod wpływem skomplikowanych i nie raz zmiennych warunków zmieni się nieznacznie, lecz w sposób korzystny dla siebie, będzie miał więcej widoków na utrzymanie się przy życiu i w ten sposób ulegnie działaniu doboru naturalnego. Na zasadzie zaś potężnego prawa dziedziczności każda taka wyselekcjonowana odmiana będzie dążyć do przekazania potomstwu swojej nowej, zmienionej postaci. (Darwin, O powstawaniu gatunków…, s. 16)
Współcześnie taką definicję przejmują np. tacy ewolucjoniści: Ernst Mayr (1963):
Osobniki mające najwięcej potomstwa są z definicji najlepiej przystosowane.
i George Gaylord Simpson (1964):
O lepszym przystosowaniu można mówić wtedy, jeśli oznacza to zdolność do płodzenia większej liczby potomstwa. (Źródło: Jodkowski, Metodologiczne…, s. 226–227)
Najpoważniejszym krytykiem tautologiczności zasady doboru naturalnego jest Karl Popper, który pisał np. tak:
Głównym problemem teorii ewolucyjnej jest następujące zagadnienie: według tej teorii zwierzęta, które nie są dobrze dostosowane do zmieniającego się wokół nich otoczenia, giną: zatem te, które przetrwały (do określonego momentu), muszą być dobrze dostosowane. To sformułowanie jest bliskie tautologii, ponieważ zwrot „być chwilowo dobrze przystosowanym” znaczy tyle samo, co „posiadać te cechy, które umożliwiają przetrwanie do chwili obecnej. Innymi słowy, spory fragment teorii Darwina nie ma charakteru teorii empirycznej i jest logicznym truizmem. (Popper, Wiedza obiektywna, BWF, PWN, Warszawa 1952, s. 98–99)
Z negatywnych konsekwencji owej tautologiczności zdaje sobie sprawę spora część ewolucjonistów i próbuje tak przeformułować zasadę doboru naturalnego, by nie miała charakteru tautologicznego.

## Podstawowa literatura o niewspółmierności

### Paul Feyerabend
1. Przeciw metodzie. Outline of an Anarchistic Theory of Knowledge New Left Books, London 1975 – polski przekład Przeciw metodzie, Wydawnictwo Siedmioróg, Wrocław 1996, przekł. Stefan Wiertlewski,
2. Changing Patterns of Reconstructions „British Journal for the Philosophy of Science”, 28, 1977, s. 351–369,
3. Consolations for the Specialist (w; I. Lakatos and A. Musgrave, Criticism and the Growth of Knowledge, s. 197–230 – polski przekład Ku pocieszeniu specjalisty, [w] Jak być dobrym empirystą, s. 200–250,
4. Das Problem der Existenz theoretischer Entitäten (w E. Topitsch (Hg.), Probleme der Wissenschaftstheorie: Festschrift für Viktor Kraft, Springer-Verlag, Wien 1960, s.35-72),
5. Explanation, Reduction and Empiricism (w; H. Fiegl and G. Maxwell (ed.), Minnesota Studies in the Philosophy of Science, vol III, University of Minnesota Press, Minneapolis 1962 – polski przekład Wyjaśnianie, redukcja i empiryzm, [w] Jak być..., s.62-151),
6. How to Be a Good Empiricist – A Plea for Tolerance in Matters Epistemological (w B. Baumrin (ed.), Philosophy of Science. The Delavare Seminar, vol. 2, Interscience Publishers a division of John Wiley and Sons, New York – London – Sidney 1963 – polski przekład Jak być dobrym empirystą? Wezwanie do tolerancji w kwestiach epistemologicznych w; Jak być..., s.23-61),
7. On the „Meaning” of Scientific Terms („The Journal of Philosophy”, 62, 1965, s.266-274),
8. Physik und Ontologie („Wissenschaft und Weldbilt”, 7, 1954, s.464-475),
9. Problems of Empiricism (w; R.G. Colodny (ed.), Beyond the Edge of Certainty, Prentice Hall, Englewood Cliffs, New Yersey 1965, s.154-260),
10. Problems of Empiricism, Part II (w; R.G. Colodny (ed.), The Nature and Function of Scientific Theory, University of Pittsburgh Press, Pittsburgh 1970, s.275-353),
11. Realism and Instrumentalism: Comments on the Logic of Factuall Support (w; M. Bunge (ed.), The Critical Approach to Science and Philosophy. In Honour of Karl R. Popper, Free Press of Glencore 1964 – polski przekład Realizm i instrumentalizm: uwagi o logice potwierdzania przez fakty [w] Jak być..., s.152-193),
12. Reply to Criticism: Comments on Smart, Sellars and Putnam (w; R.S. Cohen and M.W. Wartofsky (ed.), In Honour of Philip Frank, „Boston Studies in the Philosophy of Science” t.2, Riedel, Dordrecht-Holland 1965, s.223-261).

### Ludwik Fleck
1. O niektórych swoistych cechach myślenia lekarskiego, „Archiwum Historii i Filozofii Medycyny oraz Historii Nauk Przyrodniczych”, 1927, t. 6, s. 55–64.
2. Odpowiedź na uwagi Tadeusza Bilikiewicza, w: Ludwik Fleck, Powstanie i rozwój faktu naukowego. Wprowadzenie do nauki o stylu myślowym i kolektywie myślowym, Wydawnictwo Lubelskie, Lublin 1986, s. 198–202. (Oryginał: „Przegląd Współczesny” 1939, nr 8-9, s. 175–176).

### Kazimierz Jodkowski
1. Metodologiczne aspekty kontrowersji ewolucjonizm-kreacjonizm, „RRR 35", Wydawnictwo UMCS, Lublin, 1998, ISBN 83-227-1321-5.
2. Niewspółmierność. Studium przypadku: kontrowersja ewolucjonizm-kreacjonizm,,
3. Teza o niewspółmierności w ujęciu Kuhna i Feyerabenda, „RRR” 1, Wydawnictwo UMCS, Lublin, 1984,
4. Wspólnoty uczonych, paradygmaty i rewolucje naukowe, „RRR” 22, Wydawnictwo Uniwersytetu Marii Curie-Skłodowskiej, Lublin 1990,

### Thomas Kuhn
1. Dwa bieguny. Tradycja i nowatorstwo w badaniach naukowych, Biblioteka Myśli Współczesnej, PIW, Warszawa 1985, przekł. Stefan Amsterdamski,
2. Logic of Discovery or Psychology of Research? (w; The Essential Tension. Selected Studies in Scientific Tradition and Change, The University of Chicago Press, Chicago and London 1977, s. 1–23 – polski przekład Logika odkrycia naukowego czy psychologia badań?, [w] Dwa bieguny, s.370-405),
3. Objectivity, Value Judgment, and Theory Choice (w; The Essential Tension..., s. 320–339 – polski przekład Obiektywność, sądy wartościujące i wybór teorii, [w] Dwa bieguny, s.440-446),
4. Postscript – 1969 (w; The Structure of Scientific Revolutions, The University of Chicago Press, Chicago 1970, second edition, enlarged, s.174-210),
5. Reflections on My Critics (w; I. Lakatos and A. Musgrave (eds.), Criticism and the Growth of Knowledge, Cambridge University Press, Cambridge 1970, s.231-278),
6. Second Thoughts on Paradigm (w; F. Suppe (ed.), The Structure of Scientific Theories, University of Illinois Press, Urbana – Chicago – London 1974, s.459-482), przedruk w; The Essential Tension..., – polski przekład Raz jeszcze o paradygmatach, [w] Dwa bieguny, s.406-439)
7. Struktura rewolucji naukowych, PWN, Warszawa 1968, przekł. Helena Ostromęcka,
8. The function of Dogma in Scientific Research (w; A.C. Crombie (ed.), Scientific Change, Heinemann, London 1963),
9. Theory Change as Structure Change: Comments on the Sneed Formalism, „Erkenntnis: An International Journal of Analytic Philosophy”, 10, 1976, s. 179–199.